# اللجنة الأولمبية الليبية
اللجنة الأولمبية اليبية (اختصار LBA) هو اللجنة الأولمبية الوطنية التي تمثل ليبيا.

## وصلات خارجية
http://www.olympic.ly